# NGC 5086
NGC 5086 est une paire d'étoiles située dans la constellation de la Centaure. L'astronome britannique John Herschel a enregistré la position de cette paire le 7 avril 1837.
NGC 5086 est identifiée à la galaxie PGC 46597 par  les bases de données Simbad et HyperLeda. C'est aussi cette désignation qui est employée par A.M. Garcia qui place cette galaxie dans le groupe de NGC 5011. Cette galaxie est située à proximité de la paire d'étoiles et selon le professeur Seligman, ce n'est définitivement pas ce qu'a observé Herschel.

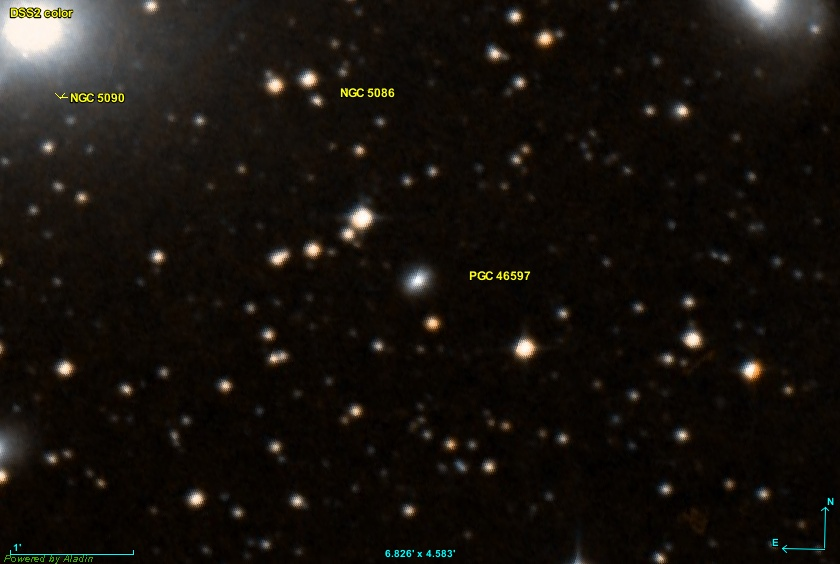
La galaxie PGC 46597.